# Bělá (Opavai járás)
Bělá település Csehországban, a Opavai járásban. Bělá Závada, Bohuslavice, Chuchelná és Píšť településekkel határos. Lakosainak száma 668 fő (2024. január 1.).

## Népesség
A település lakosságának változását az alábbi diagram mutatja:
| Lakosok száma | 336  | 448  | 448  | 707  | 768  | 661  | 660  | 663  | 646  | 668  |
|               | 1869 | 1900 | 1921 | 1961 | 1980 | 2011 | 2016 | 2019 | 2021 | 2024 |